# Philodendron verapazense
Philodendron verapazense är en kallaväxtart som beskrevs av Thomas Bernard Croat. Philodendron verapazense ingår i släktet Philodendron och familjen kallaväxter. Inga underarter finns listade.